# Carl Siegfried von Hoym
Carl Siegfried von Hoym (ur. 9 lipca 1675 w Droyßig, zm. 2 kwietnia 1738 w Guteborn) – królewsko-polski i elektorsko-saski tajny radca, radca dworu i szambelan, właściciel górnołużyckich dóbr Guteborn i Rolany.

## Życiorys
Wywodził się z anhalckiego rodu von Hoym. Był synem królewsko-polskiego i elektorsko-saskiego rzeczywistego tajnego radcy Ludwiga Gebharda oraz młodszym bratem Adolfa Magnusa, także królewsko-polskiego i elektorsko-saskiego rzeczywistego tajnego radcy. Od 1711 posługiwał się tytułem grafa.